# Jaylan Ford
Jaylan Ford (Frisco, 28 novembre 2001) è un giocatore di football americano statunitense che milita nel ruolo di linebacker per i New Orleans Saints della National Football League (NFL).

## Carriera

### New Orleans Saints
Al college Ford giocò a football a Texas dal 2020 al 2023, venendo inserito per due volte nella formazione ideale della Big 12 Conference nelle ultime due stagioni. Fu scelto nel corso del quinto giro (175º assoluto) del Draft NFL 2024 dai New Orleans Saints. Debuttò come professionista nella gara del terzo turno contro i Philadelphia Eagles giocando 4 snap negli special team. I primi due tackle li fece registrare nella settimana 6 contro i Tampa Bay Buccaneers. La sua prima stagione si chiuse con 4 placcaggi in 8 presenze, nessuna delle quali come titolare.